# Дейви Крокет
 Тази статия е за американския политик и фолклорен герой.  За оръжието вижте Дейви Крокет (оръжие).  
Дейви Крокет (на английски: Davy Crockett) е американски политик, авантюрист, офицер и фолклорен герой.
Роден е на 17 август 1786 година в Лаймстоун, Тенеси, в семейството на офицер и магистрат от хугенотски произход. От ранна възраст става известен в региона, служи в местната милиция, където получава званието полковник, и е избиран за депутат в щатския (1823 – 1825) и федералния парламент (1827 – 1831 и 1833 – 1835). С времето той става отявлен противник на президента Андрю Джаксън, особено на неговата политика за изселване на индианците западно от Мисисипи. През 1836 година се включва в Тексаската революция.
Дейви Крокет загива на 6 март 1836 година в битката за Аламо в Сан Антонио. Още приживе става герой на множество фолклорни легенди, които по-късно са интерпретирани многократно в популярната култура, включително в повече от 20 филма.